# Јасароксалаш
Јасароксалаш (мађ. Jászárokszállás) је град у Мађарској. Јасароксалаш је град у оквиру жупаније Јас-Нађкун-Солнок.

## Географија

### Локација
Налази се на северној ивици жупаније, као једно од њених најсевернијих насеља равнице, 17 километара северо-североисточно од Јасберења. Поток Ђенђеш пролази дуж његове северне границе.
Непосредна суседна насеља: Адач са севера, Виснек са истока, Тарнаерш са југоистока, Јасдожа и Јасберењ са југа, Јасаго са југозапада, Чањ са запада и Аткар и Вамошђерк са северозапада.

## Историја
Према археолошким налазима, подручје око насеља било је насељено још од праисторије.
После досељавања Мађара у ове крајеве, био је кнежевски посед, затим је припадао смештајном делу клана Аба. Село се први пут помиње у документу 1273. године у облику Јурка. Затим је Ласло Комполт (Кун) из породице Аба поклонио имање свом сину Петру, занатлији који је правио бурад.
Село се наводи као Геурк у папском десетком списку 1332-1337, затим се 1394. и 1396. у тим писмима појављује као Гурк, Геурк.
Хронологија:
Године 1325. Петрова три сина су делила имање, један од њих је био Вамошђерк Комполт, предак породице Нанаи Комполти.
Године 1446. место се наводи под именом Вамош Ђеврк (Wamos Gyewrk), тако само име Вамош (царинарница) даје назнаке да је место у то време била и царинарница.
Године 1468. насеље је било власништво Миклоша Комполтија, али су синови ћерке Јаноша Комполтија: Ђерђ Сен и Петер такође затражили свој удео у власништву.
Године 1489. Ержебетини синови,(ћерке Иштвана Комполтија), затим синови Миклоша и Јакаба Банфија из Лендваја и четири сина Михаља Орсага, (из породице Банфи из Алшолендве), договотили су се око поделе имања. Део наследства је прешао на синове Михаља Орсага када је породица Компола остала без наследника.
1522. године, породица Орсаг постаје власник имања.
У попису из 1549. године имала је 2. порте, а 1564. године 11. порти.
За време турског потчињавања Вамошђерк је припадао санџацима Хатвана. Од 1669. године, услед непрекидних пљачкања, насеље је постало ненасељено, а поново је насељено тек после Ракоцијевог рата за независност.
Средином 18. века посед је дошао у власништво Самуела Халера.
Године 1567. син Криштоф Орсаг је умро без наследника, па је краљ Микша II имање поклонио жени Ференца Терека, рођеном Борбала Орсаг, 1569. године.
Почетком 19. века властелини су се мењали а међу осталима су били гроф Драшковић, гроф Естерхази, баронони Орчи, Нађ, Гостони, Раковски, Добочки, Малатински и Околичани.
Још почетком 19. века у границама села биле су видљиве античке хумке.
Године 1910. по попису, 2.204 од 2.207 њених становника били су Мађари. Од тога, 2.106 су били римокатолици, 42 су били реформатори, а 41 су били Израелци.
Почетком 20. века Јасароксалаш је припадао округу Ђенђоши жупаније Хевеш.

## Становништво
Годоне 2001. године скоро 100% становништва насеља се изјаснило да је мађарске националности.
Током пописа из 2011. године, 85% становника се изјаснило као Мађари, 0,6% као Роми, а 0,3% као Румуни (15% се није изјаснило). 
Верска дистрибуција је била следећа: римокатолици 59,6%, реформатори 4,3%, гркокатолици 0,3%, неденоминациони 7,6% (26,6% се није изјаснило).